# Goodwood Circuit
Goodwood Circuit – tor wyścigowy położony w hrabstwie West Sussex, w południowej części Wielkiej Brytanii, niedaleko od wybrzeża, w pobliżu miejscowości Chichester. Odbywają się na nim między innymi wyścigi serii British Touring Car Championship oraz brytyjskiej Formuły 3. Rekord okrążenia obecnej wersji toru został ustanowiony w 2020 r. przez Nicka Padmore’a i wynosi 1:09.914.
W 1962 roku, brytyjski kierowca wyścigowy Sir Stirling Moss odniósł poważne obrażenia w wypadku na Goodwood podczas Glover Trophy. Wskutek wypadku przez miesiąc pozostawał w śpiączce, a lewa część jego ciała była sparaliżowana przez kolejne sześć miesięcy.
2 czerwca 1970 roku na torze zginął nowozelandzki kierowca wyścigowy i inżynier Bruce McLaren. Podczas testów w jego własnym samochodzie M8D, nagle urwał się tylny spoiler. McLaren wypadł z toru i uderzył w metalową podporę stanowiska sędziowskiego. Zawodnik zginął na miejscu.
W 1982 roku odbyły się tu 55. mistrzostwa świata w kolarstwie szosowym.